# Intervento prussiano nei Paesi Bassi
L'intervento prussiano del 1787 nei Paesi Bassi fu un'azione militare dell'esercito prussiano contro i "Patrioti" olandesi nella Repubblica delle Sette Province Unite.

## Fatti e antefatti

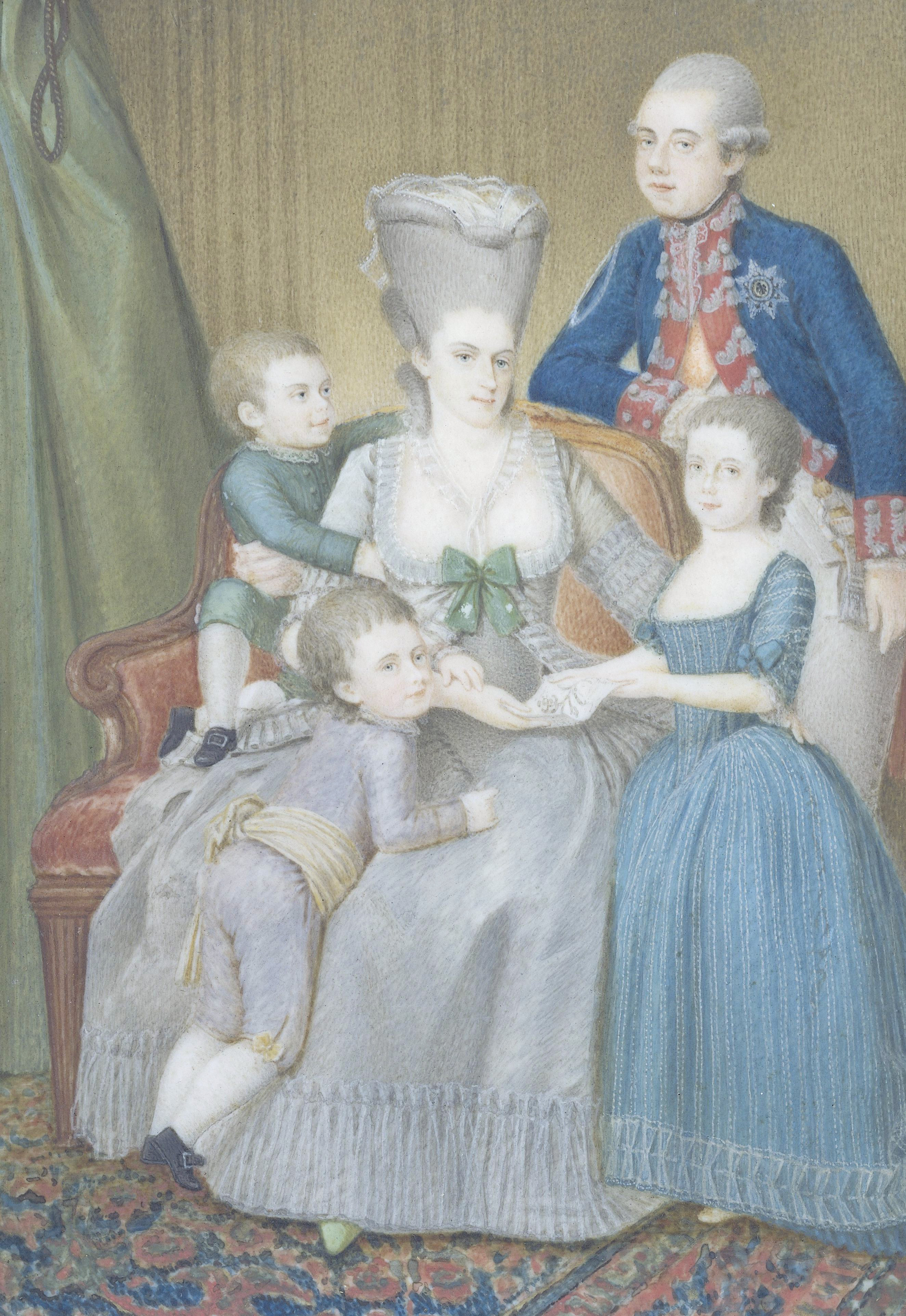
Guglielmina di Orange-Nassau con Guglielmo V e figli

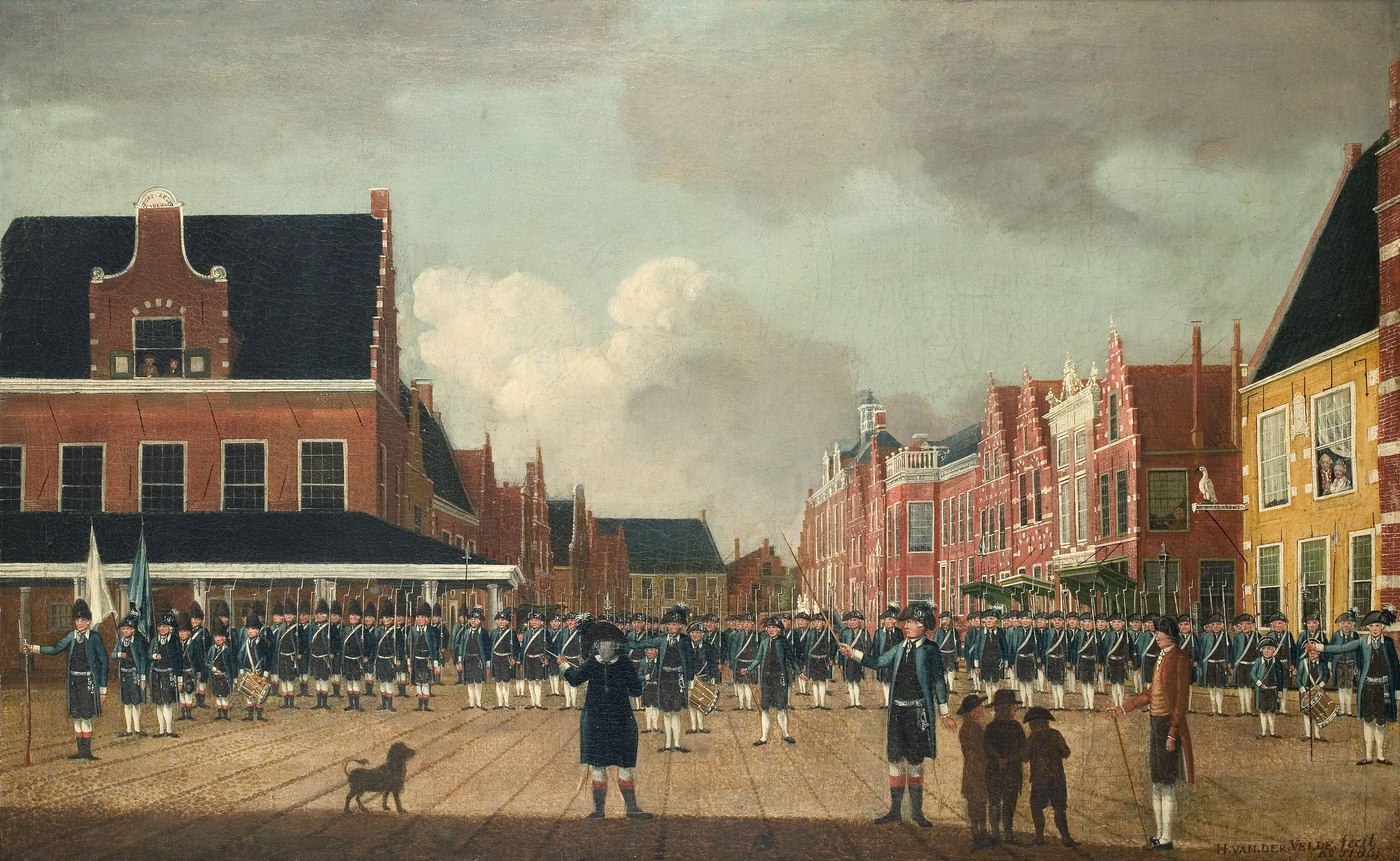
Formazioni paramilitari dei Patrioti si esercitano a Sneek (1786)

Lo Statolder generale ereditario della Repubblica delle Sette Province Unite, Guglielmo V di Orange-Nassau piombò, dopo la fine della quarta guerra anglo-olandese, in un conflitto con il partito dei cosiddetti "Patrioti", che intendevano eliminare la potenza e l'influenza del casato degli Orange-Nassau e dei loro seguaci. Già nel 1786 Guglielmo era stato destituito da Capitano generale di Olanda ed egli aveva spostato la sua corte nel Palazzo di Het Loo, presso Apeldoorn, in Gheldria, una provincia lontana dal centro politico ed a lui fedele, senza prendere altri provvedimenti. La moglie Guglielmina, sorella di Federico Guglielmo II, re di Prussia, volle rientrare all'Aia.  Partita il 28 giugno 1787, il convoglio reale fu fermato a Vlist, nei pressi della cittadina di Gouda, dagli oppositori e benché trattata con il dovuto rispetto, le venne comunicato il divieto a procedere oltre senza il consenso degli Stati d'Olanda. Un consenso che lei si rifiutò di attendere, rientrando invece in Nimega. Ella informò di questo incidente il fratello, chiedendo soddisfazione per l'affronto subito. Federico Guglielmo prese tale comportamento dei Patrioti come un affronto personale e prendendo a pretesto l'avvenimento, inviò un ultimatum all'Olanda. Essendosi quest'ultima rifiutata di soddisfare le richieste prussiane, il 13 settembre 1787 un esercito prussiano forte di oltre 20 000 unità al comando di Carlo Guglielmo, duca di Brunswick varcò il confine ed occupò il Paese. Guglielmo V venne fatto rientrare all'Aia e reintegrato nella sua carica di Capitano generale.
Questo episodio può essere indicativo del futuro: i francesi si erano impegnati a favore dei Patrioti, gl'inglesi al contrario cercarono di contenere l'attività francese in quei territori ed i prussiani si comportarono come filo-inglesi ed anti-francesi.